# 瓦瑟貝格菲斯特山
46°56′22″N 8°47′21″E / 46.93944°N 8.78917°E

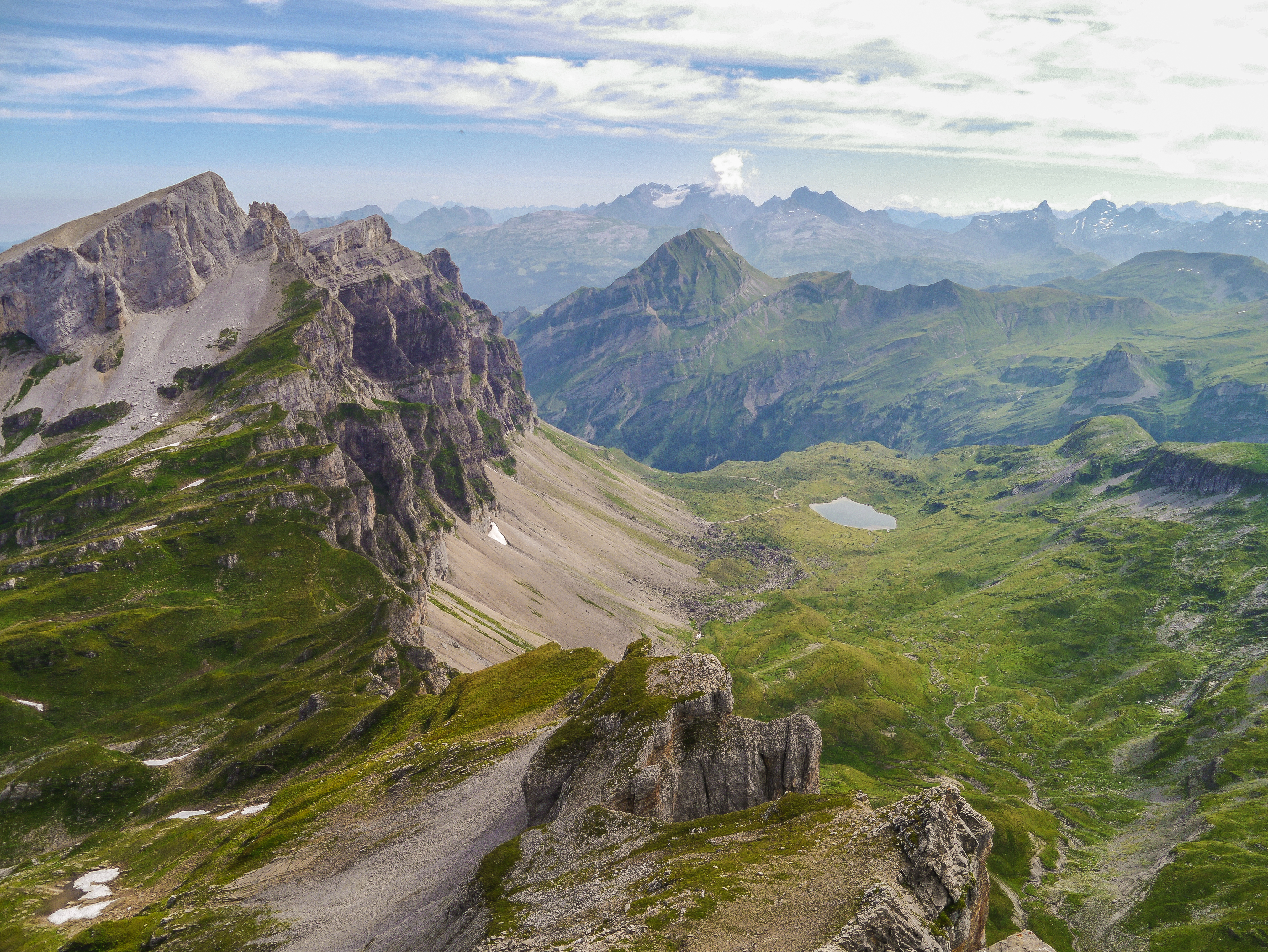

瓦瑟貝格菲斯特山（Wasserbergfirst），是瑞士的山峰，位於該國中部，由施維茨州負責管轄，屬於施維茨阿爾卑斯山脈的一部分，海拔高度2,341米，每年平均降雨量2,385毫米。

## 外部連結
- Wasserbergfirst on Hikr （页面存档备份，存于）